# Burg Galerie im Volkspark

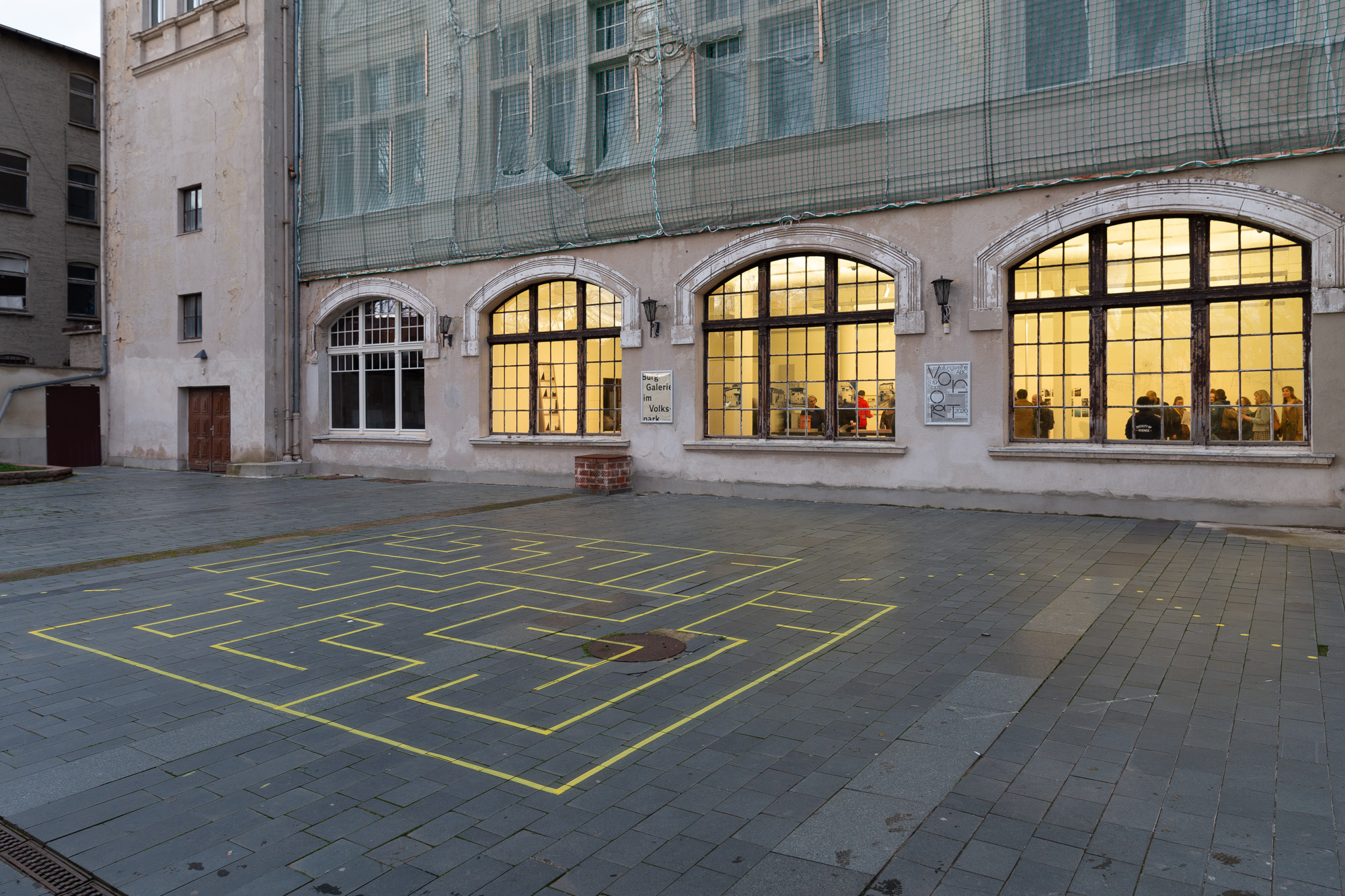
Außenansicht Burg Galerie im Volkspark, Fotograf: Max Mendéz

Die Burg Galerie im Volkspark wurde im Jahr 2000 im Volkspark Halle als öffentlicher Ausstellungsraum der Burg Giebichenstein Kunsthochschule Halle im Volkspark Halle eröffnet. Die Hochschulgalerie ist ein Erfahrungs- und Aktionsraum für die Studierenden, um Ausstellen als Praxis zu lernen und zu erproben, um an künstlerischen Diskursen teilzuhaben und dabei unterschiedliche Formen der Vermittlung zu entwickeln. Sie ermöglicht weiterhin die interdisziplinäre Zusammenarbeit und den Diskurs zwischen den beiden Fachbereichen Kunst und Design. Darüber hinaus finden thematisch kuratierte Ausstellungen statt, zu denen auch Gastkünstler und Gastkünstlerinnen eingeladen werden. Auch dem Austausch mit anderen Kunsthochschulen und mit künstlerischen Netzwerken wird kontinuierlich Raum gegeben. Pro Jahr werden bis zu sechs Ausstellungen mit Arbeiten und Produktionen von Studierenden, von Alumni und/oder von Lehrenden aller Studienrichtungen sowie von Gastkünstler und Gastkünstlerinnen gezeigt. Die Burg Galerie befindet sich im Erdgeschoss des Volkspark Halle. Die Ausstellungen werden in zwei Räumen (195 und 150 m²) und in zwei kleinen Mehrzweckräumen, die zwischen den Galerieräumen liegen, im Erdgeschoss gezeigt.

## Schwerpunkte
In der Burg Galerie im Volkspark werden künstlerische und gestalterische Werke und Projekte der Öffentlichkeit präsentiert. Im Laufe der zwei Jahrzehnte haben sich in der Burg Galerie im Volkspark bestimmte, wiederkehrende Ausstellungsformate etabliert. Dazu gehören die Klassenausstellungen aus dem Fachbereich Kunst und seit 2009 die Präsentation der Arbeiten von Stipendiaten der Graduiertenförderung des Landes Sachsen-Anhalt. Zusätzlich wird zur Jahresausstellung der Burg Giebichenstein Kunsthochschule Halle jedes Jahr im Juli unter dem Titel „Parcours“ ein Teil der Diplomarbeiten der Studierenden aus dem Fachbereich Kunst in den Galerieräumen gezeigt. Gleichzeitig reagiert die Burg Galerie mit neuen Formaten auf aktuelle Fragestellungen und gesellschaftliche sowie künstlerische Prozesse. Mit Ausstellungsreihen wie „TEXT“ oder „ABC“ werden in Open Calls relevante Themen vorgeschlagen, alle Studierenden können sich dafür bewerben (2019: A für Alltag, 2020: S für Stadt, 2021: R für Risiko). Eine besondere Rolle in der Galeriearbeit spielt die Vermittlung. Es werden Begleitveranstaltungen wie Podiumsdiskussionen, Lesungen, Gespräche mit den ausstellenden Künstlern und Führungen angeboten. Auch neue experimentelle Vermittlungsformate wie Performances oder partizipatorische Formen des Austausches mit dem Publikum werden, oft in Kooperation mit den Kunstpädagogischen Studiengängen, entwickelt.

## Geschichte
Bereits in den 1920er Jahren betrieb die Kunsthochschule eine Verkaufsgalerie in der Umbauung des Roten Turms auf dem Marktplatz in Halle (Saale). Im Mai 1975 eröffnete eine burgeigene Galerie, erstmals mit dem Namen Burg-Galerie, in der Leipziger Straße 47. Dort wurden vor allem Erzeugnisse aus den Produktionsbetrieben und auch Kleinserien sowie Einzelstücke aus den Werkstätten zum Kauf geboten. In Magdeburg wurde 1979 unter dem gleichen Konzept eine zweite Burg-Galerie eingerichtet. Nachdem der Verband der Produktionsbetriebe nach 1990 aufgelöst worden war, schloss 1991 auch die Burg-Galerie in Halle, die Burg-Galerie in Magdeburg wurde privatisiert und bis 2020 weitergeführt. 1997 eröffnete für ein Jahr die hochschuleigene Galerie CharlottenBurg im Charlottencenter (Charlottenstraße 8) in der oberen Ladenpassage, Laden Nummer 18 in Halle. Drei Jahre später unter der Rektoratsleitung von Ludwig Ehrler richtete die Kunsthochschule im Frühjahr 2000 die Ausstellungsräume im Volkspark ein. Die erste Ausstellungseröffnung in der Burg Galerie im Volkspark fand am 28. Juni 2000 statt. In der Ausstellung "Reflekt – Labor Kunst und Medien" wurden verschiedene Medienarbeiten von Studierenden, die aus dem Bereich Kunst und Medien unter Betreuung von Ute Hörner entstanden, gezeigt. 2011 wurde die Stelle eines Kurators/einer Kuratorin geschaffen. Sie wird durch eine Kuratorische Assistenz unterstützt. Das Programm der Galerie wird seither zusammen mit der Hochschulleitung im Dialog entwickelt.
Während seines Bestehens, vom Juli 2015 bis Juni 2018, war die Burg Galerie im Volkspark Mitglied des Bundesverbandes der Hochschulgalerien, einem horizontal organisierten Netzwerk für den Austausch von Ausstellungsaktivitäten von Galerien an Kunsthochschulen. In diesem Zeitraum fanden Tagungen und Ausstellungen des Verbands in Halle (Saale), Berlin, Saarbrücken und Stuttgart statt. Mit dem 20-jährigen Bestehen wurden über 130 Ausstellungen gezeigt.

## Ausstellungen (Auswahl)
- „Reflekt – Labor Kunst und Medien“, 2000
- „Zimmertemperatur. Thomas Rug“, 2001
- „Hans Friedrich Geist und die Kunst des Kindes“, 2004
- „Electronic Art. Walter Giers“, 2006 – „Wozu soll unser Volkspark dienen?“ (Künstlerische Arbeiten von Studierenden der BURG im Volkspark)
- „100 Jahre Volkspark – Kommunikatives Zentrum zwischen Kaiserreich und Demokratischer Wende“, Ausstellung des Stadtarchivs Halle in der Burg Galerie, 2007 (Anlässlich 100 Jahre Volkspark Halle)
- „Brief an Peking – Arbeiten auf Papier. Günther Uecker“, 2008[12]
- „Klaus Staeck“, 2009[13]
- „Ansehen. Werner Pokorny und ehemalige Studenten der Staatlichen Akademie der Bildenden Künste Stuttgart“, 2010[14]
- „TRANSIT_TOKYO. Wieland Krause“, 2010[15]
- „Das Geheimnis bleibt. Modefotografie, Ute Mahler und Schüler“, 2011[16]
- „außer/planmäßig. 50 Jahre Halle-Neustadt“, 2014 (Anlässlich des 50-jährigen Jubiläums von Halle-Neustadt)[17]
- „Preview Berlin“, 2012 (Die Burg Galerie in Berlin)[18]
- „Die 100 besten Plakate der BURG“, 2015 (Im Rahmen des Jubiläumsjahres „100 Jahre BURG“[19])[20]
- „Professoren und Professorinnen der BURG aus Kunst und Design ... explorieren, falten, forsche(l)n, fühlen ...“, 2015 (Im Rahmen des Jubiläumsjahres „100 Jahre BURG“)[21]
- „Der unerledigte Gobelin“, 2016 (Teil des Textilen Herbstes 2016 in Halle (Saale)[22])[23]
- „Pro oder Kontra“, 2016 (In Kooperation mit dem Bundesverband der Hochschulgalerien)[24]
- „void Start() { Play(. Eine Ausstellung zu Computerspielen“, 2018[25]
- „Text³ im boesner-Projektraum Leipzig“, Herbstrundgang Leipziger Baumwollspinnerei, 2018[26]
- „welt erfahren“, 2019[27]
- „täglich geöffnet“ im boesner-Projektraum der Leipziger Baumwollspinnerei, 2019[28]
- „REPORTAGEN. Ulrich Klieber“, 2019[29]
- „vor_ORT, Ausstellungsreihe ABC / S für Stadt“, 2020[30]
- „twittering machine. Positionen junger Bildhauer*innen aus Deutschland“, 2020
- „take-off 2021 – Meisterschüler*innen der BURG“, 2021
- „Erich Dieckmann – SITZEN neu betrachtet“, 2022
- „BURG bauen. Ergebnisse des Architekturwettbewerbes Neubau – Ateliers und Werkstätten der Kunst der Burg Giebichenstein Kunsthochschule Halle“, 2022
- „in relation to – Positionen junger Bildhauer*innen aus Deutschland“, 2022

## Leitung

### Projektverantwortliche beim Rektorat der Burg Giebichenstein Kunsthochschule Halle
- Prof. Tilo Baumgärtel, Professor für Malerei, Prorektor seit 2022
- Rolf Wicker, Professor für Bildnerische Grundlagen / Plastik, Prorektor seit 2018–2022
- Michaela Schweiger, Professorin für Zeitbasierte Künste, Prorektorin, 2016–2018
- Nike Bätzner, Professorin für Kunstgeschichte, Prorektorin 2010–2014, 2010–2015 Projektverantwortliche für die Burg Galerie im Volkspark
- Renate Luckner-Bien, Leiterin der Öffentlichkeitsarbeit der Burg Giebichenstein Kunsthochschule Halle bis 2014, 2000–2010 Projektverantwortliche für die Burg Galerie im Volkspark

### Kuratoren
- Dr. Jule Reuter, seit 2013 Kuratorin der Burg Galerie im Volkspark
- Paolo Bianchi, 2011–2013 Kurator der Burg Galerie im Volkspark

## Ausstellungspublikationen
- Jule Reuter und Burg Giebichenstein Kunsthochschule Halle (Hrsg.) welt erfahren / experiencing the world. Exploring cross-cultural dialogues at the BURG. Verlag der Burg Giebichenstein Kunsthochschule Halle, 2021. ISBN 978-3-86019-158-3
- Burg Giebichenstein Kunsthochschule Halle und Jule Reuter (Hrsg.) Professoren und Professorinnen der Burg aus Kunst und Design. Verlag der Burg Giebichenstein Kunsthochschule Halle, 2015. ISBN 978-3-86019-100-2[31]
- Burg Giebichenstein Kunsthochschule Halle und Jule Reuter (Hrsg.) Wie wollen wir leben. 50 Jahre Halle-Neustadt. Positionen und Reflexionen aus Kunst und Design. Verlag der Burg Giebichenstein Kunsthochschule Halle, 2014. ISBN 978-3-86019-107-1[32]